# Només les bèsties

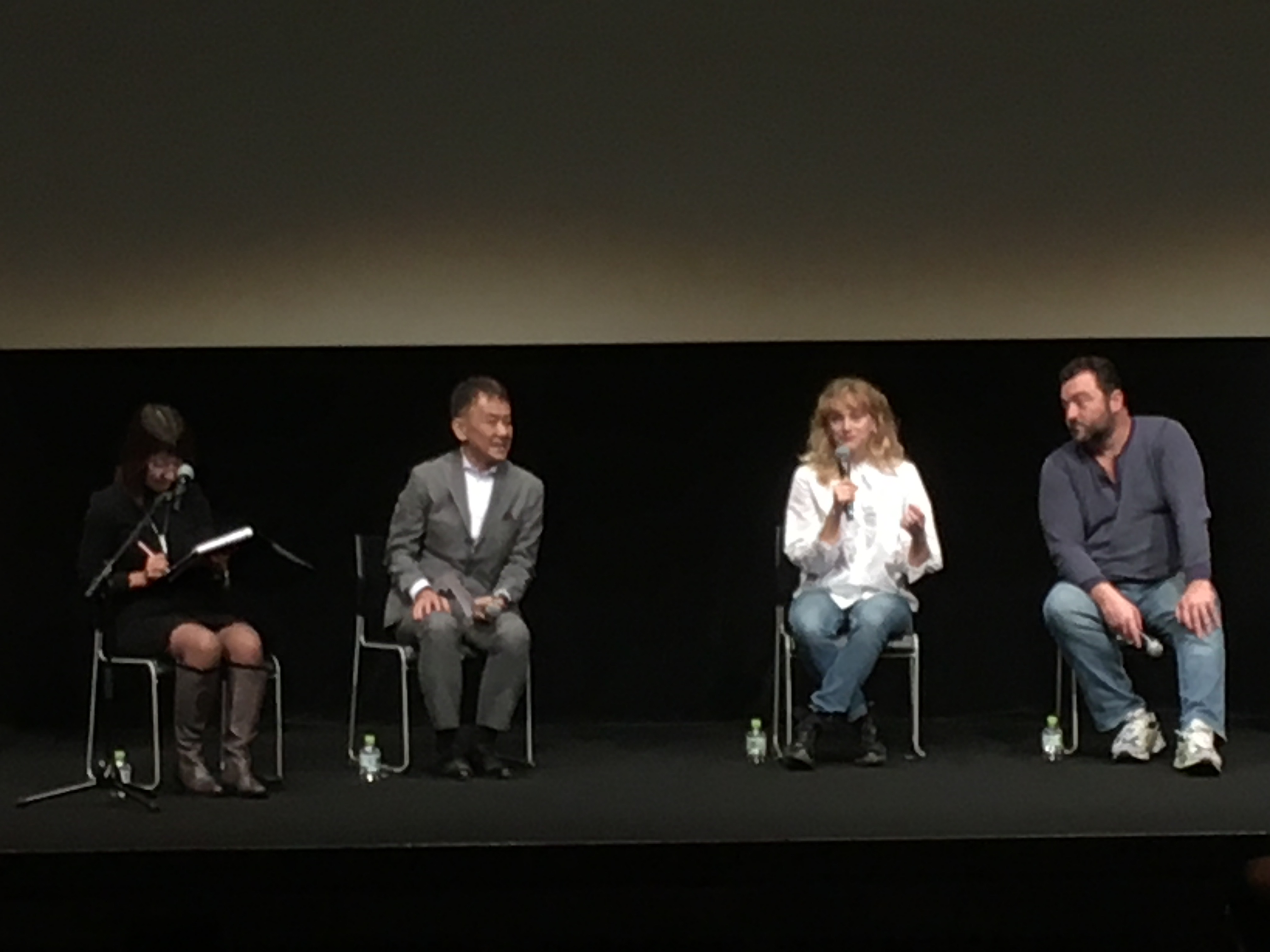
Presentació al Festival Internacional de Cinema de Tòquio.

Només les bèsties (originalment en francès, Seules les bêtes) és una pel·lícula dramàtica francesa del 2019 dirigida per Dominik Moll. Està basada en la novel·la Seules les bêtes de Colin Niel. S'ha doblat en català per La 2, que va emetre-la per primer cop el 12 de novembre de 2022; anteriorment s'havia subtitulat en aquesta llengua.

## Repartiment
- Denis Ménochet com a Michel
- Laure Calamy com a Alice
- Damien Bonnard com a Joseph
- Nadia Tereszkiewicz com a Marion
- Bastien Bouillon com a Cédric Vigier
- Valeria Bruni Tedeschi com a Evelyne Ducat
- Jenny Bellay com a Madame Calvet
- Guy Roger N'Drin com a Armand